# Azul Brazilian Airlines
Azul (brasiliansk portugisiska: [aˈzuw]) eller Azul Linhas Aéreas Brasileiras är ett brasilianskt lågprisflygbolag med bas på Campinas-Viracopos flygplats.
Flygbolaget trafikerar 16 inrikeslinjer i Brasilien med 14 Embraer 190 och Embraer 195. Flygbolaget har sitt huvudkontor i Barueri och är grundat av brasilianaren David Neeleman, som även grundat JetBlue. Flygbolaget startade sina flygningar den 15 december 2008 . I juni 2009, bara sex månader efter att företaget startade sin verksamhet, var Azul det tredje största inrikes flygbolaget i Brasilien, efter TAM Airlines och Gol Transportes Aéreos. Flygbolaget döptes till Azul efter en omröstning

## Destinationer
Brasilien
- Belo Horizonte
- Campinas Bas
- Campo Grande
- Curitiba
- Florianópolis
- Fortaleza
- Maceió
- Manaus
- Maringá
- Natal
- Navegantes
- Porto Alegre
- Rio de Janeiro framtida bas
- Rio Novo/Goianá
- Recife
- Salvador
- Vitória

### Planerade destinationer
Flygbolaget planerar även att starta trafik till följande destinationer i Brasilien:
- Brasília
- Cuiabá
- Goiânia